# Österreichischer Berufsverband der Sozialen Arbeit
Der Österreichische Berufsverband der Sozialen Arbeit (obds) vertritt die Interessen von Sozialarbeitern und Sozialpädagogen in ganz Österreich. Er ist ein eingetragener Verein (ZVR 275736079).
Der Verband hat seinen Sitz in Wien und erstreckt seine Tätigkeit auf das ganze Bundesgebiet. Er vertritt die Berufsgruppen der Sozialarbeit und Sozialpädagogik Österreichs und bezweckt die Wahrung und Förderung ihrer Berufs- und Standesinteressen. Der obds ist für alle bundesweit relevanten Themen und Materien zuständig. Er hat die Aufgabe, österreichweit Öffentlichkeitsarbeit zu machen und die Soziale Arbeit in ganz Österreich zu fördern. Schwerpunkte der Verbandsarbeit sind Berufs- und Sozialpolitik. Hauptanliegen des obds ist die rechtliche Absicherung der Tätigkeit von Sozialarbeitern und Sozialpädagogen, die Förderung und Implementierung von Qualitätsstandards in der Berufspraxis, Berufsethik und die Beobachtung und Einhaltung von Menschenrechten, Kinderrechten und Klientenrechten in der Sozialen Arbeit. In diesem Zusammenhang kann das 2024 in Kraft getretene Sozialarbeits-Bezeichnungsgesetz als größter bisheriger Erfolg des obds und seiner Stakeholder gewertet werden. Der Verband ist überkonfessionell, verfolgt keine parteipolitischen Ziele und ist nicht auf Gewinn ausgerichtet.

## Geschichte des Berufsverbands
Die erste Gründung eines österreichweiten Dachverbandes erfolgte am 31. März 1919 in Wien als „Reichsverband der Fürsorgerinnen Österreichs“. Die Gründung einer bundesweiten und regionalen Berufsvertretung ging Hand in Hand mit der Gründung von Ausbildungseinrichtungen von Sozialarbeitern, die damals als Fürsorgerinnen bezeichnet wurden. Bereits ab Gründung hatte der Reichsverband mit unterschiedlichen Ausbildungen, Einstufungsproblemen, fehlenden Dienstposten, prekären Dienstverhältnissen (sogenannten „Praktikantinnenposten“) und unterschiedlicher Besoldung zu kämpfen. Fürsorgerinnen (es war dies zu Beginn ein reiner Frauenberuf) arbeiteten vorwiegend im öffentlichen Bereich. Ihre Dienstgeber waren mehrheitlich Kommunalverwaltungen, vor allem in der Jugendwohlfahrt und in der Gesundheitsfürsorge. Im privaten Bereich waren es kirchliche Einrichtungen.
Nach dem Anschluss Österreichs 1938 wurden alle Berufsvertretungen in Österreich aufgelöst und im öffentlichen Bereich in den „Reichsbund der deutschen Beamten“ zwangsweise übergeleitet. Über die Tätigkeit von Fürsorgerinnen während der NS-Zeit gibt es wenig Forschung und auch kaum Dokumente.
Nach 1945 wurde der Dachverband als „Verband der diplomierten Fürsorgerinnen Österreichs“ am 26. Januar 1950 neu gegründet. Die Namensbezeichnung des Dachverbandes wurde im Laufe der Jahre parallel zur Aufwertung der Ausbildungsabschlüsse ebenfalls verändert. Ab 2006 lautete der Name „Österreichischer Berufsverband der SozialarbeiterInnen“, bis der Berufsverband 2015 durch eine Zusammenlegung auch die Interessenvertretung der Sozialpädagogik übernahm und seither als „Österreichischer Berufsverband der Sozialen Arbeit“ geführt wird.
In den letzten Jahren unternimmt der obds weitere Professionalisierungsschritte, sodass die neun Landesgruppen und die somit aufgeteilten Kompetenzen 2017 ins Büro nach Wien wanderten. Weiters passiert die inhaltliche Auseinandersetzung und Repräsentation der Sozialen Arbeit dank der Anstellung von Mitarbeitern erstmals nicht mehr nur als Ehrenamt. Aktuell wird der obds durch eine zweiköpfige Geschäftsführung und den Bundesvorstand geführt.
Den größten berufspolitischen Erfolg für den obds und seine Stakeholder stellt das Inkrafttreten des Sozialarbeits-Bezeichnungsgesetzes („SozBezG 2024“) dar.

## Sozialarbeiterausbildung in Österreich
1912 gründete Ilse Arlt die erste Ausbildungsstätte für Fürsorgerinnen, „Die vereinigten Fachkurse für Volkspflege“. 1930 gab es bereits sieben Ausbildungsformen, die alle private Ausbildungseinrichtungen waren bis auf die „Akademie der Fürsorgerinnen Wiens“. Die Ausbildung dauerte zwei Jahre und beinhaltete Berufspraktika. 1938 wurden alle sieben Einrichtungen geschlossen und nur die Ausbildung zur NS-Volkspflegerin erlaubt: „Frauenschule für Volks- und Gesundheitspflegerinnen“.
Im November 1945 begannen die ersten Kurse für Fürsorgerinnen der Nachkriegszeit in der „Fürsorgeschule der Stadt Wien“, 1946 wurde die „Soziale Frauenschule der Diözese Innsbruck“ gegründet. Von 1946 bis 1950 konnte Ilse Arlt ihre private Ausbildung, die „Vereinigten Fachkurse für Volkspflege“ neuerlich eröffnen, musste diese aber wegen Krankheit 1950 endgültig schließen.
1947 erhielt die „Fürsorgeschule der Stadt Wien“ das Öffentlichkeitsrecht, Ausbildungsdauer zwei Jahre. 1963 kam es im Zusammenhang mit einem neuen Schulorganisationsgesetz zur Gründung der „Lehranstalt für gehobene Sozialberufe“, 1976 wurden diese in „Akademien für Sozialarbeit“ umgewandelt. Ab 1987 wurde die Ausbildung auf drei Jahre verlängert, Abschluss mit Diplom.
2001 begannen die ersten Fachhochschul-Studiengänge für Soziale Arbeit. 2002 wurde die Ausbildung nochmals verlängert auf 8 Semester, der Abschluss war der Mag.(FH). Ab 2007 wurden die ersten Masterstudiengänge an den Fachhochschulen eingerichtet und 2008 wurde die Ausbildung nach dem Bolognasystem umgestellt: Grundausbildung 6 Semester, Abschluss Bachelor, danach 4 Semester Masterstudiengang möglich. Der Abschluss lautet: Bachelor oder Master für sozialwissenschaftliche Berufe. Der Mag.(FH) war lediglich ein Übergangsmodell und wurde durch den Bolognaprozess beendet, was vom obds als Rückschritt angesehen wurde, da sich die Grundausbildung um 2 Semester verkürzte. Der Begriff Sozialarbeit ist im Bildungsabschluss nicht mehr sichtbar.
2024 tritt das Sozialarbeits-Bezeichnungsgesetz in Kraft, welches die Titelvergabe für Sozialpädagogik und Sozialarbeit regelt und unter anderem zu einer klareren Abgrenzung zwischen Ausbildung und Weiterbildung führen soll.

## obds heute
Zu den Zahlen von Sozialarbeitern und Sozialpädagogen gibt es nur Schätzungen (etwa 43.000 Aktive in Österreich). Trotz Jahrzehnte langer Bemühungen gab es lange keine bundesweit berufsrechtlichen Regelungen in Österreich und bis heute kein Berufsgesetz. Mit 29. März 2024 ist aber das Sozialarbeits-Bezeichnungsgesetz („SozBezG 2024“) in Kraft getreten, welches einen Bezeichnungsschutz für Sozialarbeiter und Sozialpädagogen darstellt. Die Mitgliedschaft im obds ist freiwillig. Der obds selbst ist seit 1966 Mitglied im IFSW, International Federation of Social Workers, dem weltweiten Dachverband für professionelle Sozialarbeit. Die Fachzeitschrift SIÖ – Soziale Arbeit in Österreich erscheint seit 1966 vierteljährlich, zusätzlich gibt es Sondernummern, die zumeist fremdfinanziert sind und spezielle Themen vorstellen. Mitglieder des obds erhalten ein Abonnement des SIÖ gratis. Eine Auflistung der Themen kann auf der Homepage des obds nachgelesen werden. Der Abonnentenkreis hat sich seit Ende der 1990er Jahre vervielfacht und wird in den deutschsprachigen Ländern zunehmend als Fachblatt für Soziale Arbeit geschätzt.